# زهرة اللهاة الزغباء
زهرة اللهاة الزغباء (الاسم العلمي:Uvularia puberula) هو نوع من النباتات يتبع جنس زهرة اللهاة من الفصيلة اللحلاحية.